# Saint-Ciers-du-Taillon
 Saint-Ciers-du-Taillon  es una población y comuna francesa, situada en la región de Poitou-Charentes, departamento de Charente Marítimo, en el distrito de Jonzac y cantón de Mirambeau.

## Demografía
| 685 | 727 | 634 | 576 | 569 | 524 |
| Para los censos de 1962 a 1999 la población legal corresponde a la población sin duplicidades (Fuente: INSEE [Consultar]) |     |     |     |     |     |